# Jade Lee
Jade Lee es una autora de novelas de carácter mayoritariamente erótico, aunque también tiene novelas de romance.

## Biografía
Nació hija de un nativo de Shanghái y una estadounidense, según aseguró ella ha luchado mucho tiempo por encontrar su identidad cultural. Finalmente la encontró en distintas épocas de China. En el camino estuvo muy centrada en la época de la Regencia en Inglaterra.
Al principio usaba dos seudónimos, los dos nombres ingleses bastante obvios, se cree que para evitar una repulsión a la lectura de sus libros por su ascendencia china.

## Libros publicados
Hasta el momento, Jade Lee ha publicado unos 30 libros, entre los cuales están:

### Romance Futurista Paranormal
- Oracle, (1998, LionHearted)

### Romance histórico (época de la Regencia)
- Reglas para una dama, (2001, Leisure Books)
- Campaña del Mayor Wyclyff, (2001, Leisure Books)
- El experimento de la Sra. Woodley, (2002, Leisure Books)
- Jugando con cerillas, (2003, Signet Book)

- Dragón para cenar
- Love.com
- El Bazar de las especias
- Rosa fantaseando

- No es sitio para una dama, (2003, Leisure Books)
- Casi un ángel, (2003, Love Spell)
- Por la mano del destino, (2004, Imajinn Books)

### Erotismo histórico (época de la Regencia)
- La Oferta del Diablo, (2004, Compañía Editorial Dorchester)

### Serie de las Tigresas (Erótico-romance)
- La tigresa blanca, (2005, Leisure Books)
- La tigresa hambrienta, (2005, Leisure Books)
- La tigresa desesperada, (2005, Leisure Books)
- La tigresa ardiente, (2006, Leisure Books)
- La tigresa arrinconada, (2007, Leisure Books)
- La tigresa tentada, (2007, Leisure Books)

### Romance y acción paranormal
- Dragonborn, (2008, Love Spell)
- Dragonbound, (2009, Love Spell)

### Profesionalización como escritora
Durante esta etapa se empieza a asentar como escritora profesional y deja de usar sus seudónimos.
- Estas botas se hicieron para pisar fuerte, (2008, Love Spell)
- El Conde Dragón, (2008, Leisure Books)
- Calor de Invierno, (2009, Harlequin)
- Rendición traviesa, (2010, Berkley)

### Con la editorialHarlequin Blaze
- El Tao del sexo, (2008)
- La concubina, (2009)
- Haciéndolo físico, (2009)
- Bajo su hechizo, (2010)
- Cuidar un negocio, (2010)
- En buenas manos, (2011)